# Clay County (Missouri)
Clay County is een county in de Amerikaanse staat Missouri.
De county heeft een landoppervlakte van 1.027 km² en telt 184.006 inwoners (volkstelling 2000). De hoofdplaats is Liberty.

## Geboren
- Noah Beery (1882-1946), acteur